# الملوكيين (تادرت)
الملوكيين هي إحدى مشيخات المملكة المغربية، تتبع جغرافيا لإقليم جرسيف وإداريًا لتادرت. يقدر عدد سكانها بـ 793 نسمة حسب الإحصاء الرسمي للسكان والسكنى لسنة 2004.